# Stanisław Halecki
Stanisław Halecki – szlachcic galicyjski. 

## Życiorys
Syn Szymona Antoniego (ur. 1695). Był właścicielem ziemi w Jureczkowie, okręg Bircza w powiecie sanockim. 8 lipca 1784 został prawomocnie przyjęty do szlachty galicyjskiej. Przy tej okazji Stanisław udokumentował, że rodzina od dawnych czasów była w bezspornym posiadaniu godności szlacheckiej. Dekret o reaktywowaniu sejmu, czyli Stanów Galicyjskich (Landständische Verfassung) cesarza Franciszka I z 13 kwietnia 1817 zatwierdzał inkolat rodziny, tj. prawo posiadania dóbr w kraju i przynależność Haleckich do stanu rycerskiego (Ritterstand) cesarstwa austriackiego. 
Jego synem był major armii austriackiej Józef Maciej Halecki, wnukami zaś: Antoni Halecki i austriacki generał Oskar Alojzy Halecki, prawnukiem z kolei historyk Oskar Halecki.